# Залісся (Перемишлянський район)
49°40′48″ пн. ш. 24°15′21″ сх. д. / 49.68000° пн. ш. 24.25583° сх. д.
Залі́сся — колишнє село в Україні (на теренах Львівської області).
На 1966—1967 рр. Залісся об'єднане та/або включене в смугу с. Волове.
Розташоване за декілька кілометрів від міста Бібрка на автошляху Н09, нині підпорядковане Бібрській міській раді.

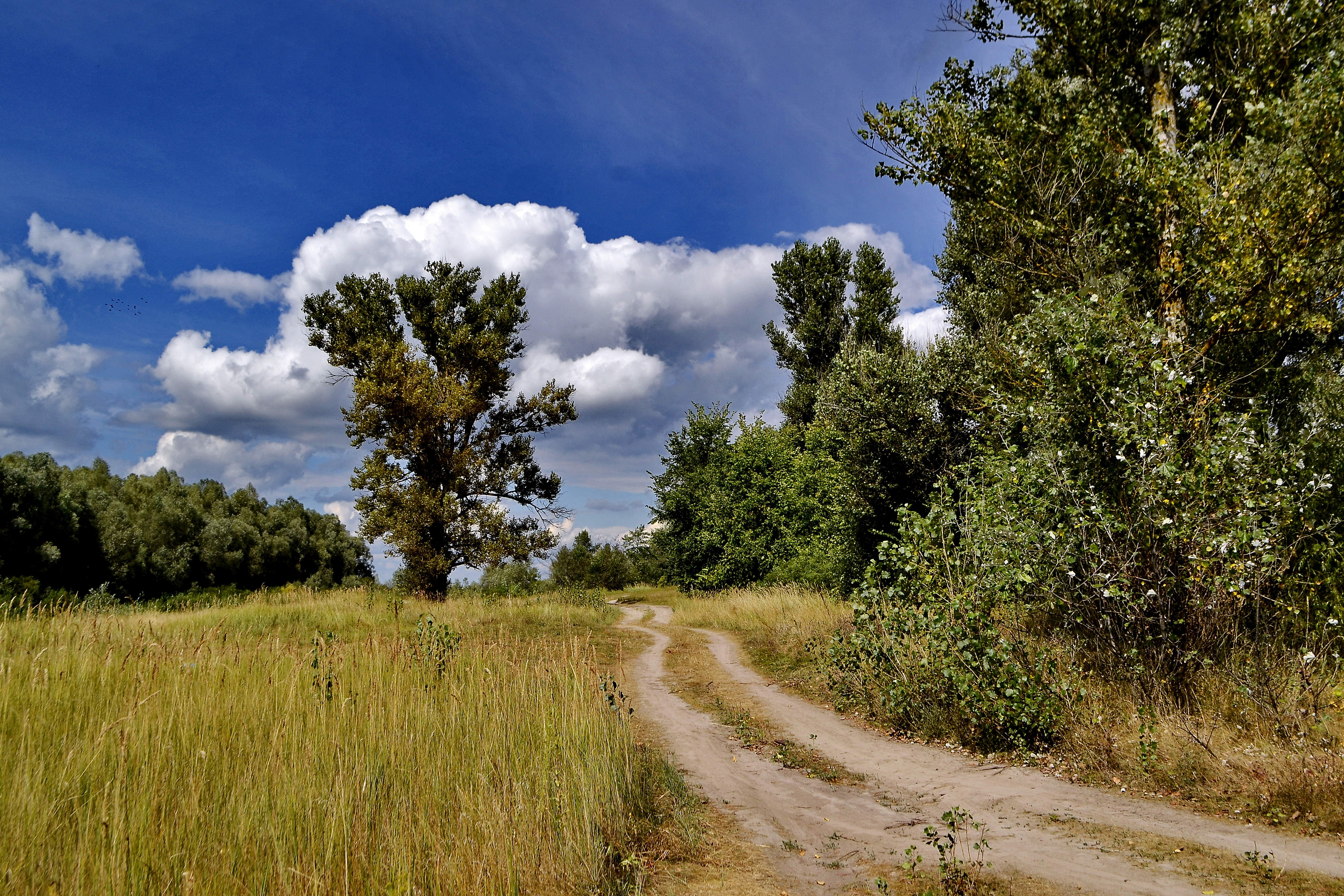
Каплиця в Заліссі